# Centre d'analyse et de recherche interdisciplinaire sur les médias
« CARISM » redirige ici. Pour l’article homophone, voir Charisme.
 (août 2025).
 (août 2025).
La mise en forme du texte ne suit pas les recommandations de Wikipédia : il faut le « wikifier ».
Les points d'amélioration suivants sont les cas les plus fréquents :
- Les titres sont pré-formatés par le logiciel. Ils ne sont ni en capitales, ni en gras.
- Le texte ne doit pas être écrit en capitales (les noms de famille non plus), ni en gras, ni en italique, ni en « petit »…
- Le gras n'est utilisé que pour surligner le titre de l'article dans l'introduction, une seule fois.
- L'italique est rarement utilisé : mots en langue étrangère, titres d'œuvres, noms de bateaux, etc.
- Les citations ne sont pas en italique mais en corps de texte normal. Elles sont entourées par des guillemets français : « et ».
- Les listes à puces sont à éviter, des paragraphes rédigés étant largement préférés. Les tableaux sont à réserver à la présentation de données structurées (résultats, etc.).
- Les appels de note de bas de page (petits chiffres en exposant, introduits par l'outil «  Source ») sont à placer entre la fin de phrase et le point final[comme ça].
- Les liens internes (vers d'autres articles de Wikipédia) sont à choisir avec parcimonie. Créez des liens vers des articles approfondissant le sujet. Les termes génériques sans rapport avec le sujet sont à éviter, ainsi que les répétitions de liens vers un même terme.
- Les liens externes sont à placer uniquement dans une section « Liens externes », à la fin de l'article. Ces liens sont à choisir avec parcimonie suivant les règles définies. Si un lien sert de source à l'article, son insertion dans le texte est à faire par les notes de bas de page.
- La présentation des références doit suivre les conventions bibliographiques. Il est recommandé d'utiliser les modèles {{Ouvrage}}, {{Chapitre}}, {{Article}}, {{Lien web}} et/ou {{Bibliographie}}. Le mode d'édition visuel peut mettre en forme automatiquement les références.
- Insérer une infobox (cadre d'informations à droite) n'est pas obligatoire pour parachever la mise en page.

Pour une aide détaillée, merci de consulter Aide:Wikification.
Si vous pensez que ces points ont été résolus, vous pouvez retirer ce bandeau et améliorer la mise en forme d'un autre article.
Le Centre d'analyse et de recherche interdisciplinaire sur les médias (CARISM) regroupe les enseignants-chercheurs de l’Institut français de presse (IFP)(Département Information et Communication de l'université Panthéon-Assas) autour de programmes de recherche définis par l’équipe. Centre pionnier en France dans la recherche sur les médias, ses travaux se fondent sur une approche transdisciplinaire puisant dans le droit, l’économie, la géopolitique, la sociologie et la sémiotique.

## Histoire
Anciennement Centre d'études scientifiques de la presse, le centre de recherche est créé en 1937 au sein de l’université de Paris par M. Mirkine.
Dans les années cinquante, sous l’impulsion des juristes Fernand Terrou et Lucien Solal, le centre devient un carrefour de rencontres entre professionnels de journalisme, patrons de presse et universitaires. 
Convaincu de la nécessité de construire une instance internationale qui dépasse les clivages de la guerre froide, Fernand Terrou fait collaborer le centre à la fondation de l’AIERI par l’UNESCO en 1957. Cette nouvelle organisation se destine au développement des sciences de la presse en permettant la collaboration de centres de recherche plurinationaux face aux difficultés de communication des instances gouvernementales et professionnelles de l’époque. 
Le centre donne aussi lieu très tôt à des publications pluridisciplinaires de référence dans le domaine de l’information et des médias. La revue trimestrielle Études de presse diffusée en France et à l’étranger témoigne des premières spécialités choisies par l’institut : le droit et l’histoire de la presse. C’est dans cette perspective que s’inscrit l’ouvrage de Fernand Terrou L’Information, ou encore plusieurs ouvrages collectifs dont l’Histoire générale de la presse. Dans les années 1970, les approches sociologiques et économiques se développent : les ouvrages Médias et Société de Francis Balle, Économie des Médias de Nadine Toussaint-Desmoulins, Droit des médias d’Emmanuel Derieux font partie des travaux fondateurs dans ces matières.
En 2005, le pôle recherche prend le nom de CARISM.

## Fonctionnement
L’équipe de chercheurs du CARISM définit tous les cinq ans son plan de recherche qui comprend plusieurs axes validés par le ministère de l’Enseignement supérieur et de la Recherche (MESR). 
Depuis 2008, trois axes de recherche sont développés (E.A., 2293) :  
- la reconfiguration des marchés des biens médiatiques & culturels et des pratiques amateurs ;
- la culture de la démocratie et les productions médiatiques ;
- l’approche internationale des médias.

Les enseignants chercheurs sont impliqués dans plusieurs activités de recherche individuelles et collectives.  C'est ainsi que le CARISM est engagé dans  plusieurs projets de recherche en collaboration avec différents organismes publics et privés, nationaux et internationaux. 
Ces partenariats donnent lieu à des publications d’articles dans des revues scientifiques anglaises et françaises, dans des magazines à destination du grand public, à des ouvrages collectifs, à l’organisation de séminaires de recherche et de colloques, et à la mise à disposition des résultats auprès de la communauté scientifique. 

## Activités de recherche contractuelle

### Les deux contrats de recherche avec l’ANR
En répondant à l’appel à projet 2008-2011 lancé par l’Agence nationale de la recherche (ANR), le CARISM est aujourd’hui lié par deux contrats de recherche s’insérant dans le programme « Formes et mutations de la communication : processus, compétences, usages ». 

#### Le projet «Acteurs et marchés des médias: la production journalistique et son environnement.Le cas de l’information générale et politique sur la période 1990-2010»
Le projet de recherche "Acteurs et marchés des médias : la production journalistique et son environnement" (projet AMMEJ) s’articule en deux volets. 
L’étude porte d'abord sur l’évolution de l'offre d'’information générale et politique sur la période 1990-2010 en France, et son impact sur les marchés d'emploi des journalistes : mutations des conditions de la production de l’information, de l’emploi et de l’identité professionnelle.
Les travaux sont réalisés selon une approche diachronique et transversale : recensions chronologiques des événements qui ont pesé sur les transformations de l’environnement de la production journalistique sur la période 1990-2010 ; analyse de séries statistiques de la production et de la réception des Médias d’Information Générale et Politique (MIGP) ; étude sociodémographique des journalistes français ; enquête qualitative de la perception de ces évolutions par les journalistes.
Plus spécifiquement, plusieurs objectifs scientifiques sont visés.  Il s’agit d’abord d’évaluer les variations de l’offre sur le marché des MIGP : quantité, diversité, modes de diffusion. Le second volet de la recherche permet ensuite de mettre en lumière les nouvelles situations de travail des journalistes, les évolutions des marchés d'emploi ainsi que leurs perceptions et réactions face à ces mutations. Enfin, les modes de consommation sont évalués à l'aune de la diversification des supports et plus particulièrement le passage des médias de masse aux médias individuels.
Ces résultats ont donné lieu à la publication de plusieurs ouvrages sur l’évolution du marché des médias d’information générale et politique entre 1990 et 2010 et sur les journalistes français en 2010.
Cette recherche s'inscrit dans la continuité de travaux antérieurs menés par les enseignants chercheurs de l'ifp depuis 1990 sur la sociodémographie des journalistes français.

#### Le projet «Médiapolis»: les liens entre information politique et citoyenneté à l’ère du numérique
Le projet de recherche ANR « Médiapolis » est réalisé en collaboration avec l’équipe du CEVIPOF (Centre de recherche Politique de Sciences Po Paris).
Les transformations induites par l’Internet dans les usages sociaux de l’information politique modifient l’articulation des pratiques informationnelles, des pratiques de sociabilité et des pratiques citoyennes. Le projet questionne notamment l’exercice profane de la citoyenneté et le rôle de l’information politique dans les engagements ordinaires qui ne relèvent pas de l’activisme politique dans un contexte de reconfiguration des systèmes médiatiques.
Les « publics politiques » se constituent aussi par le biais de l’information générale et politique sous des formes d’engagement et de sociabilité particulières. Or le redéploiement des systèmes d’information induit par le développement d’Internet a un impact sur les usages de l’information politique des citoyens : nouvelles pratiques, attentes et perceptions sociales, nouveaux modes de sociabilité autour du politique par l’appropriation des formes culturelles médiatiques et du web.
Cependant, si la réception de l’information se modifie, les inégalités d’accès à l’Internet empêchent d’en faire un facteur univoque de démocratisation et de socialisation politique. 
Le cadre de l’étude est interdisciplinaire et fait appel à des techniques de recherche innovantes pour l’analyse quantitative des données et à des enquêtes qualitatives sur les formes de participation citoyenne à la production de l’information. 
Le projet est développé en deux parties. 
L’équipe du CEVIPOF a la responsabilité de l’enquête quantitative sur les nouvelles pratiques médiatiques et politiques des citoyens et celle de l’analyse des relations complexes entre ces pratiques. 
Les chercheurs du CARISM analysent quant à eux la réception de l’information politique par les citoyens : analyse du traitement secondaire des données d’audience de l’Internet, observation en  ligne et enquête qualitative. L’accent est mis sur la réception de l’information par les internautes.
Pour cette étude qualitative, plusieurs protocoles d’enquête sont mis en place : 
- l’observation ethnographique en ligne sur des sites d’information des médias de masse permet d’éclairer les nouvelles formes civiques sur le Web. Il s’agit de repérer sur les espaces participatifs les différentes formes d’engagement au site, les formes d’échange entre internautes et d’analyser les modes de sociabilité ;
- des entretiens collectifs et individuels mettent en lumière les poids relatifs de la sociabilité ordinaire et des liens virtuels dans la formation des opinions ;
- des entretiens approfondis sont également organisés pour expliquer le déploiement de l’information politique dans les formes de sociabilité, et notamment pour comprendre l’instrumentalisation de cette information, c'est-à-dire les liens existant entre pratiques informationnelles et pratiques citoyennes.

Ce projet de recherche a pour objet une plus grande compréhension de l’exercice de la citoyenneté ordinaire qui se ressource dans les pratiques d’information politique et les pratiques de sociabilité. L’intérêt particulier porté aux usages de l’Internet permet de saisir la reconfiguration des accès et de l’usage de l’information politique qui redéploient tant l’ensemble des sources d’information médiatique que les modes des sociabilité autour du politique. 
Plusieurs séminaires et publications ont déjà été réalisées.

### Le projet du Département des Études, de la Prospective et des Statistiques (ministère de la Culture et de la Communication)
Dans le prolongement du projet Mediapolis de l’ANR, une convention de recherche avec le DEPS du ministère de la Culture et de la Communication a pour objet l’analyse des impacts de l’Internet sur les pratiques informationnelles individuelles, et plus largement, sur l’écologie des systèmes informationnels des individus. Ce projet de recherche est assuré en collaboration avec Orange Labs Sense.
En offrant de nouvelles potentialités pratiques, les supports numériques concourent au changement de l’offre médiatique et des usages sociaux associés : les modes de consommation de l’actualité sont recomposés et l’internaute devient aujourd’hui un diffuseur et producteur central de l’information citoyenne. 
Pour le citoyen internaute, l’information n’est plus seulement un bien culturel, mais également un bien communicationnel. Ce nouveau rôle que prend l’information prend au sein des réseaux et des plateformes d’échange virtuel entre les individus en fait un nouvel instrument au service du lien social et politique.  
De même l’Internet, réseaux des réseaux, représente un espace public d’échange, de diffusion et de production de l’information, désenclavant ainsi des lieux de débat en supportant l’expression identitaire individuelle. De  nouveaux publics ont été mobilisés de manière individuelle, détachés des organisations ou communautés politiques traditionnelles. 
Les procédés méthodologiques adoptés se concentrent sur les régimes de production et de consommation des contenus en ligne. Ils visent à soutenir l’étude de la réception de l’information, de son appropriation, de son partage et de sa production au travers des observations ethnographiques sur les espaces d’expression en ligne et des entretiens semi directifs avec blogueurs et producteurs amateurs. 

## Membre fondateur de groupements d’intérêt scientifique

### Le GIS Journalisme
Le  Groupement d’Intérêt Scientifique Journalisme est institué  en 2010 par 4 laboratoires de recherche universitaire : le CRAPE (université Rennes-1), le CARISM (université Panthéon-Assas), l’ELICO (université Lyon-II) et le GRIPIC (université Paris-Sorbonne) ; il a pour dessein une collaboration active des chercheurs dans les travaux qui ont trait au journalisme et à l’aune de plusieurs approches : sociologie, économie, sciences de l’information et de la communication, science politique, histoire, sciences du langage et littérature. 
Le GIS est un espace scientifique d’échanges épistémologiques, méthodologiques et de discussion autour des résultats de recherche dont le premier des colloques s’est intitulé : « Le journalisme, une activité collective. Formes, acteurs, pratiques, enjeux ». Il s’agit de soutenir la réflexion sur la formation à un métier qui s’interroge sur son avenir et de contribuer au débat public sur les transformations de l’activité journalistique. 
Le groupement permet aussi la mise en commun d’outils scientifiques pour une valorisation des travaux de recherche auprès des professionnels et du public. Enfin, la centralisation institutionnelle est aussi le moyen d’assurer une forte représentation de la recherche sur les médias à l’international.

### Le GIS Médias, Cultures et Numérique
Le groupement d’intérêt scientifique « Culture – Médias & Numérique » est une structure de coopération qui a été instituée le 25 janvier 2011. Il a  pour dessein de fédérer les compétences respectives de ses membres et d’organiser leur collaboration pour réaliser un programme de recherche sur l’impact de la numérisation sur les modèles économiques et juridiques et sur les pratiques culturelles. 
À ce jour il réunit 15 partenaires : le laboratoire CARISM de l’université Panthéon Assas, le Conservatoire national des arts et métiers, l’École des Hautes Etudes Commerciales, l’École polytechnique, l’École Télécom Paris Tech ENST, la Fondation nationale des sciences politiques, le groupe ESSEC, l’Université Vincennes Saint Denis de Paris 8, l’université Sud de Paris 11, l’université Nord de Paris-13, l’université Paris Est Marne-la -Vallée, le ministère de la Culture et de la Communication (DEPS), les sociétés Médiamétrie et France Télécom, l’association Cap Digital. 
La numérisation des biens culturels influence les modalités de la production, de la conservation, de la diffusion et de l’accès aux œuvres, les produits et services culturels, des pratiques du public et des modèles juridiques et économiques associés. L’analyse de ce processus représente un enjeu important pour les stratégies des acteurs politiques, industriels, culturels et sociaux et nécessite une approche scientifique pluridisciplinaire (économie, droit, sociologie, information-communication). 
La plateforme scientifique que ce GIS représente est formalisée lors de colloques thématiques qui permettent de soutenir et de rapprocher les chercheurs travaillant en relation avec des partenaires privés et publics.
Le 8 février 2011, le GIS "Culture-Médias & Numérique" a participé à la 5e journée d'Économie de la Culture au Centre Beaubourg consacrée aux nouvelles questions de concurrence posées par la révolution numérique.